# Wargowo (województwo wielkopolskie)
Wargowo – średniej wielkości wieś sołecka w Polsce położona w województwie wielkopolskim, w powiecie obornickim, w gminie Oborniki.
Wieś szlachecka położona była w 1580 roku w powiecie poznańskim województwa poznańskiego. W latach 1975–1998 miejscowość należała administracyjnie do województwa poznańskiego.

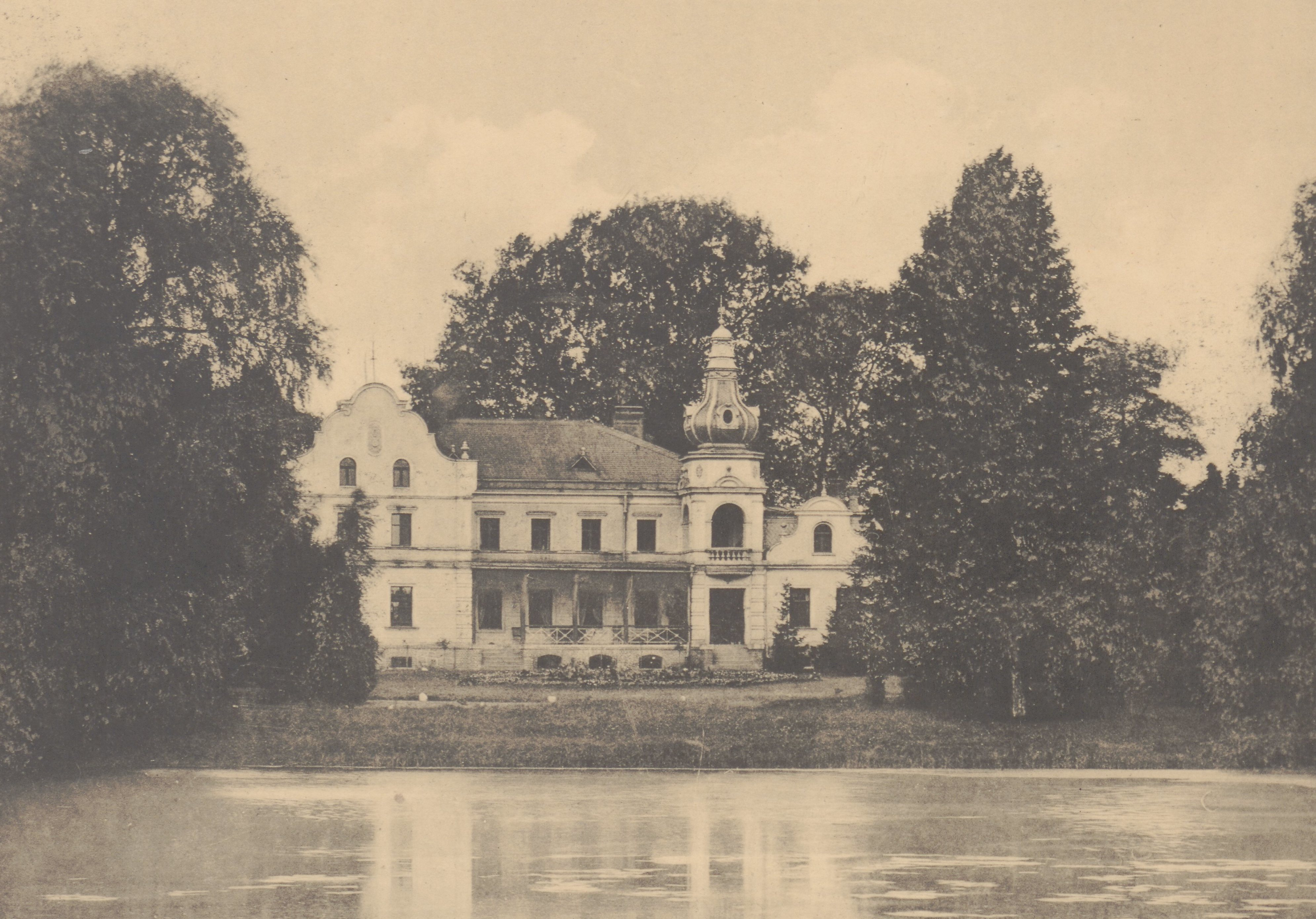
Widok dworu przed 1912

We wsi znajduje się eklektyczny dwór z 1889 r.
Oprócz zespołu rezydencjalnego we wsi stoją zabytkowe czworaki, zabudowania folwarczne, szkoła (1846-1849, fundator: hr Koszutski) i była poczta (dom nr 71 z początku XX wieku). Dom nr 4 to dawna ochronka ze sklepem i salą zabaw dla pracowników folwarcznych, obecnie wiejski dom kultury. Wieś ze stacją kolejową łączy aleja lipowa (obwody do 440 cm). 
Na budynku dawnej ochronki umieszczona jest tablica pamiątkowa o treści: Hr Teodorowi Żółtowskiemu fundatorowi budynku - mieszkańcy Wargowa 1905-2005.